# Йоханна Сигурдардоуттир
Йоханна Сигурдардоуттир (исл. Jóhanna Sigurðardóttir [jou̯ːhana ˈsɪːɣʏrðartou̯htɪr]; род. 4 октября 1942, Рейкьявик, Королевство Исландия) — исландский политический и государственный деятель. Председатель партии «Социал-демократический альянс» (2009—2013). Премьер-министр Исландии (2009—2013).
Первая в истории открытая бисексуалка, возглавившая правительство. Первая глава правительства в мировой истории, вступившая в официальный однополый брак.

## Ранняя биография
Родилась в Рейкьявике. 
Окончила Исландскую коммерческую школу (VÍ) в Рейкьявике в 1960 году. 
Долгое время работала стюардессой на исландских авиалиниях, а позже в качестве офисного работника тех же авиалиний. Принимала активное участие в профсоюзном движении. В 1978 году впервые была избрана депутатом альтинга как член Социал-демократической партии. С тех пор неизменно переизбиралась на всех последующих перевыборах парламента. Являлась заместителем председателя парламента в 1979, и в 1983—1984 годах. Заместитель председателя Социал-демократической партии в 1984—1993 годах. Неоднократно занимала пост министра социального обеспечения в различных кабинетах в 1987—1994 годах.

## Политическая карьера
После неудачи на внутрипартийных выборах лидера в 1994 покинула Социал-демократическую партию, и вскоре возглавила новое движение Þjóðvaki (название можно перевести как «Пробуждение»). Являлась активным членом левой оппозиции в парламенте, состоя во многих комитетах Альтинга. В 2000 году движение, возглавляемое Йоханной, вошло в коалицию с Социал-демократической партией, образовав Социал-демократический альянс. После выборов 2003 года вновь заняла место заместителя председателя Альтинга. По результатам выборов 2007 года в стране было сформировано правительство «большой коалиции» из представителей Партии независимости и Социал-демократического альянса. В нём Йоханна заняла пост министра социального обеспечения. В результате серьёзного внутриполитического кризиса, вызванного экономическими сложностями, коалиция распалась. Согласно опросу компании Capacent Gallup, проведенному в разгар кризиса, она стала самым популярным политиком страны, набрав рейтинг 73 %. В 2009 году Йоханна вошла в сотню самых влиятельных женщин мира по версии Forbes, заняв в ней 75-е место.

## Премьер-министр Исландии
1 февраля 2009 года Йоханна, относительно не скомпрометированная участием её партии в коалиции с правыми, возглавила временное правительство страны из представителей социал-демократов и лево-зелёных. Переговоры по формированию правительства были достаточно краткими. Согласно договорённости, правительство работало вплоть до формирования нового Альтинга, досрочные выборы в который проведены 25 апреля 2009.
В преддверии выборов Йоханна была избрана 28 марта 2009 года лидером партии Социал-демократический альянс.
По итогам выборов 25 апреля 2009 года, коалиция под руководством Йоханны получила большинство голосов, благодаря чему 10 мая 2009 года было сформировано новое постоянное правительство страны. Ключевые позиции в нём заняли те же персоны, что и в первом, переходном правительстве Йоханны.
Среди главных приоритетов деятельности на посту премьер-министра назвала вступление Исландии в ЕС в течение 1 года и присоединение к еврозоне в течение 4 лет до 2012 года.
В сентябре 2012 года объявила, что не будет добиваться переизбрания и уйдёт из политики. 26 февраля 2013 уступила пост лидера Социал-демократического альянса Арни Палл Арнасону. 27 апреля 2013 социал-демократы потерпели сокрушительное поражение на выборах, потеряв более половины голосов и депутатских мест, и ушли в оппозицию, а Йоханна Сигурдардоуттир перестала быть членом правительства.

## Личная жизнь

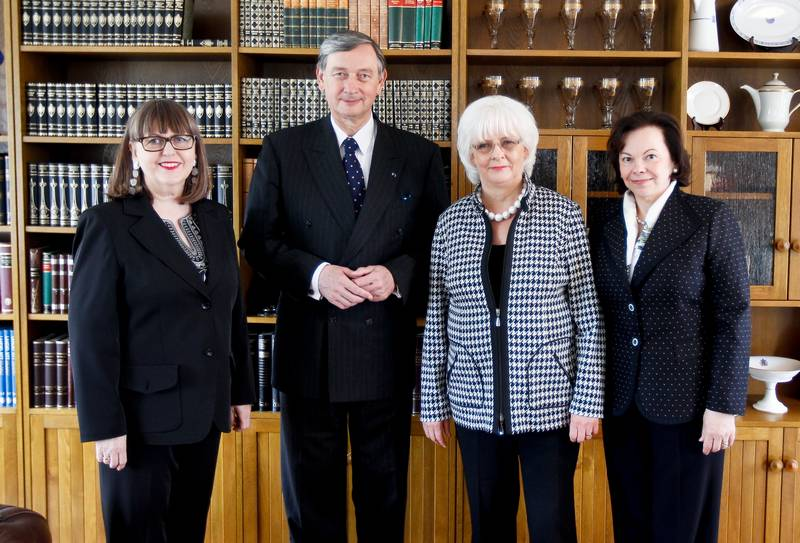
Лидеры Исландии и Словении с супругами. Слева направо: Йонина Леосдоттир, Данило Тюрк, Йоханна Сигурдардоттир, Барбара Тюрк

У Йоханны Сигурдардоттир три сына: двое (1972 и 1977 года рождения) от первого брака с Торвальдуром Йоуханнессоном (Þorvaldur Jóhannesson) и приёмный сын 1981 года рождения. 
В 2002 году она вступила в гражданское партнёрство с журналисткой Йоуниной Леоусдоуттир (Jónína Leósdóttir). Таким образом, Йоханна является первой руководительницей правительства в мире, открыто заявившей о своей принадлежности к ЛГБТ. 27 июня 2010 года Йоханна Сигурдардоуттир вступила в брак с Йоуниной Леоусдоуттир, вскоре после того, как альтинг 12 июня 2010 года легализовал однополые браки.

## Знаменитые высказывания
«Моё время придёт!» (проиграв борьбу за лидерство в Социал-демократическом союзе, Йоханна произнесла фразу, ставшую крылатым выражением).

## Комментарии
1. ↑  В соответствии с исландско-русской практической транскрипцией — Йоуханна Сигюрдардоуттир.